# ماريو سيرجيو موريرا فريتاس
ماريو سيرجيو موريرا فريتاس (بالبرتغالية: Mário Sérgio Moreira Freitas‏) المعروف باسم ماريو سيرجيو (مواليد 25 أمتوبر 1985 في ريو دي جانيرو، البرازيل) هو لاعب كرة قدم برازيلي سابق كان يجيد اللعب في مركز المهاجم.